# Parc animalier d'Introd
Le parc animalier d'Introd est un parc animalier italien, situé à Introd, en Vallée d'Aoste.

## Histoire
L'idée de créer un parc animalier naît au sein de l'association introleine d'artisans « Les Amis du bois », dans le but de développer le tourisme dans la commune.
Le parc animalier s'étend en effet sur 3 ha en face du siège de l'association, dans le hameau des Villes-Dessus.

## Description

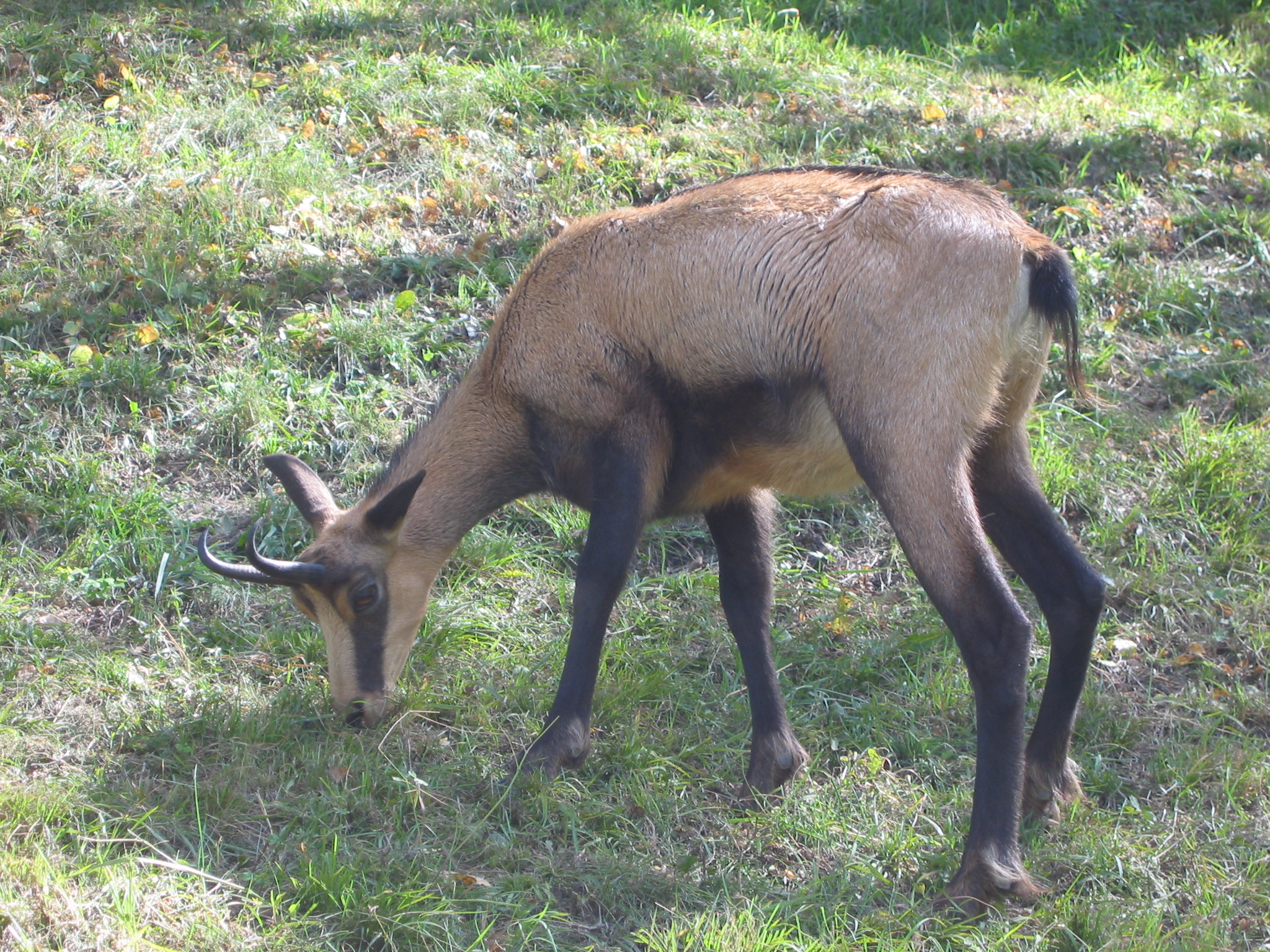
Un chamois dans le parc animalier.

Le parc propose un parc animalier accueillant les principaux animaux du milieu alpin valdôtain, ainsi qu'un choix de plantes.
La faune comprend : chamois, bouquetins, cerfs, marmottes, lapins variables ou blanchots, chouettes effraies, grands Ducs, petits Duc, et Harfangs des neiges. Ils peuvent être approchés à distance de sécurité.

En 2022, un couple de loups a été intégré au parc, en raison de du retour de cet animal dans le Valsavarenche.
Aussi bien les animaux que les plantes sont présentés avec leur nom en français, italien, valdôtain et anglais.